# Orgelbau Vier
Orgelbau Vier ist ein deutsches Orgelbauunternehmen mit Sitz in Friesenheim (Schwarzwald). Aus der Werkstatt sind mehr als 350 Orgelneubauten hervorgegangen.

## Geschichte
Peter Vier (* 29. Dezember 1930; † 2. Juli 2019) erlernte den Orgelbau ab 1950 bei Wilhelm Wagner in Grötzingen und wurde 1957 Teilhaber seiner Werkstatt, die fortan als Wagner & Vier firmierte. Im Jahr 1957 legte er seine Meisterprüfung ab. 1965 wurde er alleiniger Inhaber der Firma, die er im selben Jahr nach Oberweier verlegte. Zwischen 1957 und 1965 entstanden etwa 50 neue Orgeln, in den folgenden 25 Jahren arbeitete er an etwa 250 Orgeln, darunter 70 % Neubauten und 30 % Restaurierungen.
Von 1974 bis 1993 hatte Peter Vier einen Lehrauftrag an der Hochschule für Musik Trossingen inne. Der Orgelbaumeister Gaston Kern, der ab 1968 Mitarbeiter bei Vier war, gründete 1974 im elsässischen Hattmatt die „Manufacture d’orgues alsacienne“ mit Beteiligung von Peter Vier. 1991 wurde Vier zum Ehrensenator der Universität Tübingen ernannt.
Vier baute Orgeln in der oberrheinischen Tradition und knüpfte stark an den Orgelbau von Johann Andreas Silbermann und Johann Ferdinand Balthasar Stieffell an. Er verwendete regelmäßig hängende Trakturen mit mechanischer Schleiflade und setzte gerne Vorabzüge und Wechselschleifen ein. Die Gehäuse wurden bis 1960 offen und bis 1965 mit Rahmen gestaltet, seitdem werden selbsttragende Gehäuse aus Massivholz verwendet.
Sein Sohn Martin Vier (* 1965) erlernte den Orgelbau von 1984 bis 1988 und vertiefte seine Kenntnisse 1988/1989 bei Kern und Marc Garnier in Frankreich. 1994 absolvierte er die Meisterprüfung und übernahm 1996 den Betrieb. Bis heute gingen mehr als 350 Orgelneubauten aus der Werkstatt Vier hervor.

## Werkliste (Auswahl)
Die Größe der Instrumente wird in der fünften Spalte durch die Anzahl der Manuale und die Anzahl der klingenden Register in der sechsten Spalte angezeigt. Ein großes „P“ steht für ein selbständiges Pedal.
| Jahr | Ort                     | Kirche                                                      | Bild | Manuale | Register | Bemerkungen |
| ---- | ----------------------- | ----------------------------------------------------------- | ---- | ------- | -------- | --- |
| 1966 | Baden-Baden             | Spitalkirche (Altkatholische Kirche)                        |      | II/P    | 24       | Neubau in altem barocken Prospekt |
| 1966 | Lörrach                 | Evangelische Stadtkirche                                    |      | III/P   | 42       | Umbau der Walcker-Orgel von 1882 und Erweiterung auf drei Manuale und Pedal mit 42 Registern → Orgel                                                   |
| 1967 | Rümmingen               | Jakobuskirche                                               |      | I/P     | 4        | → Orgel |
| 1969 | Oppenau                 | St. Johannes                                                |      | III/P   | 38       | Restaurierung der Orgel von den Söhnen Johann Ferdinand Balthasar Stieffells (1832)                                                                    |
| 1972 | Sitzenkirch             | Evangelische Kirche                                         |      | I/P     | 11       | Neubau unter Verwendung von historischem Material → Orgel                                                                                              |
| 1972 | Mappach                 | Evangelische Kirche                                         |      | III/P   | 9        | → Orgel |
| 1973 | Ettenheim               | St. Bartholomäus                                            |      | III/P   | 43       | Neubau hinter Gehäuse von Johann Ferdinand Balthasar Stieffell (1776) - Orgelbeschrieb                                                                 |
| 1974 | Fischingen              | Evangelische Kirche                                         |      | I/P     | 8        | Restaurierung der Bernauer-Orgel von 1810 → Orgel |
| 1975 | Bickensohl              | Evangelische Kirche                                         |      | II/P    | 12       | Neubau im Gehäuse von Mathias Martin (1814) → Orgel |
| 1976 | Münsingen (Württemberg) | Martinskirche                                               |      | III/P   | 30       | Neubau hinter Obergehäuse von Christian Gotthilf Haussdörffer (1759), Untergehäuse neu, mit Koppelmanual und 5 Vorabzügen                              |
| 1976 | Rottweil                | Predigerkirche                                              |      | III/P   | 26 (31)  | mit Koppelmanual, 5 Vorabzüge und 9 Wechselschleifen, Verwendung von Material der Vorgängerorgeln (Weigle 1898 und 1952) → Orgel                       |
| 1977 | Kirchen                 | Christuskirche                                              |      | III/P   | 18       | Neubau mit Koppelmanual im historischen Gehäuse → Orgel                                                                                                |
| 1978 | Pfullingen              | Martinskirche                                               |      | III/P   | 40       | Neubau |
| 1980 | Schuttern               | Mariä Himmelfahrt                                           |      | III/P   | 32       | 1980 neu gebaut (Schleifladen); Gehäuse und 24 Register von Forrell ganz oder teilweise erhalten → Orgel                                               |
| 1981 | Oberkirch (Baden)       | Stadtpfarrkirche St. Cyriak                                 |      | III/P   | 35       | Neubau mit Koppelmanual |
| 1981 | Egringen                | Evangelische Kirche                                         |      | II/P    | 9        | → Orgel |
| 1985 | Mannheim-Feudenheim     | St. Peter und Paul                                          |      | II/P    | 28       | Neubau, 1 weiteres Register vorgesehen. |
| 1985 | Eimeldingen             | Martinskirche                                               |      | II/P    | 13       | nach Brand 2015 neu aufgebaut → Orgel |
| 1986 | Tübingen                | Jakobuskirche                                               |      | II/P    | 19       | Neubau mit 2 Vorabzügen und 6 Pedaltransmissionen über Wechselschleifen → Orgel                                                                        |
| 1986 | Lichtental              | St. Bonifatius                                              |      | III/P   | 32       | → Orgel |
| 1987 | Efringen                | Lutherkirche                                                |      | I/P     | 10       | → Orgel |
| 1987 | Erlangen                | Schlossgarten, Musiksaal                                    |      | IV/P    | 29       | Neubau, 3 Vorabzüge, Pedal vollständig mit 10 Wechselschleifen aus dem Hauptwerk entlehnt                                                              |
| 1988 | Bietigheim-Bissingen    | Kilianskirche                                               |      | II/P    | 20       | Neubau mit Koppelmanual, 3 Wechselschleifen und 4 Vorabzügen                                                                                           |
| 1988 | St. Wendel              | Evangelische Kirche                                         |      | II/P    | 20       | |
| 1988 | Emmendingen             | Evangelische Stadtkirche                                    |      | III/P   | 32       | Neubau mit 4 Vorabzügen und 5 Transmissionen |
| 1989 | Tübingen                | Pfleghof (Musikwissenschaftliches Institut der Universität) |      | IV/P    | 27       | Neubau, Pedal vollständig mit 9 Transmissionen aus dem Grand Jeu entlehnt → Orgel → Orgel                                                              |
| 1989 | Kirchhofen              | Paul-Gerhardt-Haus                                          |      | II/P    | 8        | → Orgel |
| 1990 | Pforzheim               | Ev. method. Kirche                                          |      | II/P    | 14       | Neubau mit 3 Vorabzügen, Pedal vollständig mit 6 Doppelschleifen aus dem Hauptwerk entlehnt                                                            |
| 1990 | Friesenheim             | Ev. Kirche                                                  |      | III/P   | 23       | Neubau mit 7 Transmissionen im Bass |
| 1990 | Nürnberg                | St. Martha                                                  |      | II/P    | 28       | Neubau mit zwei Vorabzügen und Koppelmanual; 2014 verbrannt →Orgel                                                                                     |
| 1991 | Triberg                 | Evangelische Kirche                                         |      | II/P    | 11       | Neubau mit zwei Vorabzügen und einer Wechselschleife → Orgel                                                                                           |
| 1991 | Horb am Neckar          | Ev. Kirche                                                  |      | II/P    | 21       | Neubau mit 3 Vorabzügen |
| 1992 | Mannheim                | Ökumenekirche St. Pius                                      |      | II/P    | 19       | u. 3 Vorabzüge → Orgel |
| 1992 | Meßstetten              | Ev. Lamprechtskirche                                        |      | III/P   | 38       | Neubau mit 3 Vorabzügen |
| 1994 | Nufringen               | Ev. Kirche                                                  |      | II/P    | 15       | Neubau mit Koppelmanual, 1 Vorabzug und 5 Wechselschleifen                                                                                             |
| 1994 | Torgau                  | Schlosskirche                                               |      | III/P   | 19       | Neubau mit 2 Vorabzügen und 4 Wechselschleifen |
| 1994 | Köngen                  | Peter- und Pauls-Kirche                                     |      | III/P   | 40       | Neubau mit 2 Vorabzügen, 4 Extensionen im Pedal sowie ein aus 8 Wechselschleifen aus dem Schwellwerk entlehntes Schwellpedal                           |
| 1997 | Kehl                    | Friedenskirche                                              |      | III/P   | 22       | Neubau mit 4 Vorabzügen und 7 Wechselschleifen aus dem schwellbaren Basswerk → Orgel                                                                   |
| 1997 | Waldbronn               | Wendelinkirche                                              |      | III/P   | 36       | Neubau, Kleinpedal mit 8 Wechselschleifen zum Schwellwerk                                                                                              |
| 1999 | Ringsheim               | St. Johann Baptist                                          |      | II/P    | 27       | Rekonstruktion der Schaxel-Orgel → Orgel |
| 2001 | Laas (Südtirol)         | St. Johannes                                                |      | II/P    | 28       | Rekonstruktion der Orgel von Josef Sies (1853) |
| 2005 | Liel                    | St. Vinzenz                                                 |      | II/P    | 12       | → Orgel |
| 2006 | Alzey                   | St. Joseph                                                  |      | II/P    | 20       | Neubau unter Einbeziehung von Holzregistern der Vorgängerorgel (um 1960), Pedal vollständig mit Wechselschleifen zum Hauptwerk, 2 Transmissionen       |
| 2006 | Val Müstair             | Hospizkirche Maria von Caravaggio                           |      | II/P    | 13       | Neubau → Orgel |
| 2008 | Geinsheim               | St. Peter und Paul                                          |      | III/P   | 40       | Reorganisation der Orgel der Gebr. Link (1903) unter Einbeziehung der Originalregister, Ergänzung um Gebrauchtregister der Zeit und um 3 neue Register |
| 2010 | Eutingen an der Enz     | St. Josef                                                   |      | II/P    | 20       | Neubau im Stil von Aristide Cavaillé-Coll |
| 2012 | Worms                   | St. Martin                                                  |      | II/P    | 21       | Neubau, Pedal vollständig mit Wechselschleifen zum Hauptwerk                                                                                           |